# Luigi Alberto Colajanni
Luigi Alberto Colajanni (ur. 2 października 1943 w Bricherasio) – włoski polityk, samorządowiec i rzeźbiarz, poseł do Parlamentu Europejskiego III i IV kadencji.

## Życiorys
Z zawodu architekt, studiował również historię gospodarczą. Był działaczem Włoskiej Partii Komunistycznej, a po kolejnych przemianach partyjnych w latach 90. działał w Demokratycznej Partii Lewicy i Demokratach Lewicy. W 1982 został sekretarzem regionalnym komunistów na Sycylii. Zasiadał w radzie miejskiej w Palermo, a także w Sycylijskim Zgromadzeniu Regionalnym.
W latach 1989–1999 sprawował mandat eurodeputowanego III kadencji z ramienia PCI i IV kadencji z ramienia PDS. Pracował m.in. w Komisji Zagranicznych, Bezpieczeństwa i Polityki Obronnej.
Zajął się również rzeźbiarstwem. Od 2000 kilkukrotnie wystawiał swoje prace w Malindi w Kenii. Jego prace były również wystawiane we Włoszech (m.in. w Palermo).